# Nüsomurya
Nüsomurya är en ort i Azerbajdzjan.   Den ligger i distriktet Lerik Rayonu, i den södra delen av landet, 220 km sydväst om huvudstaden Baku. Nüsomurya ligger 714 meter över havet och antalet invånare är 225.
Terrängen runt Nüsomurya är kuperad åt nordost, men åt sydväst är den bergig. Närmaste större samhälle är Lerik, 5,3 km söder om Nüsomurya. 
Trakten runt Nüsomurya består i huvudsak av gräsmarker. Runt Nüsomurya är det ganska tätbefolkat, med 60 invånare per kvadratkilometer.